# 干渉法

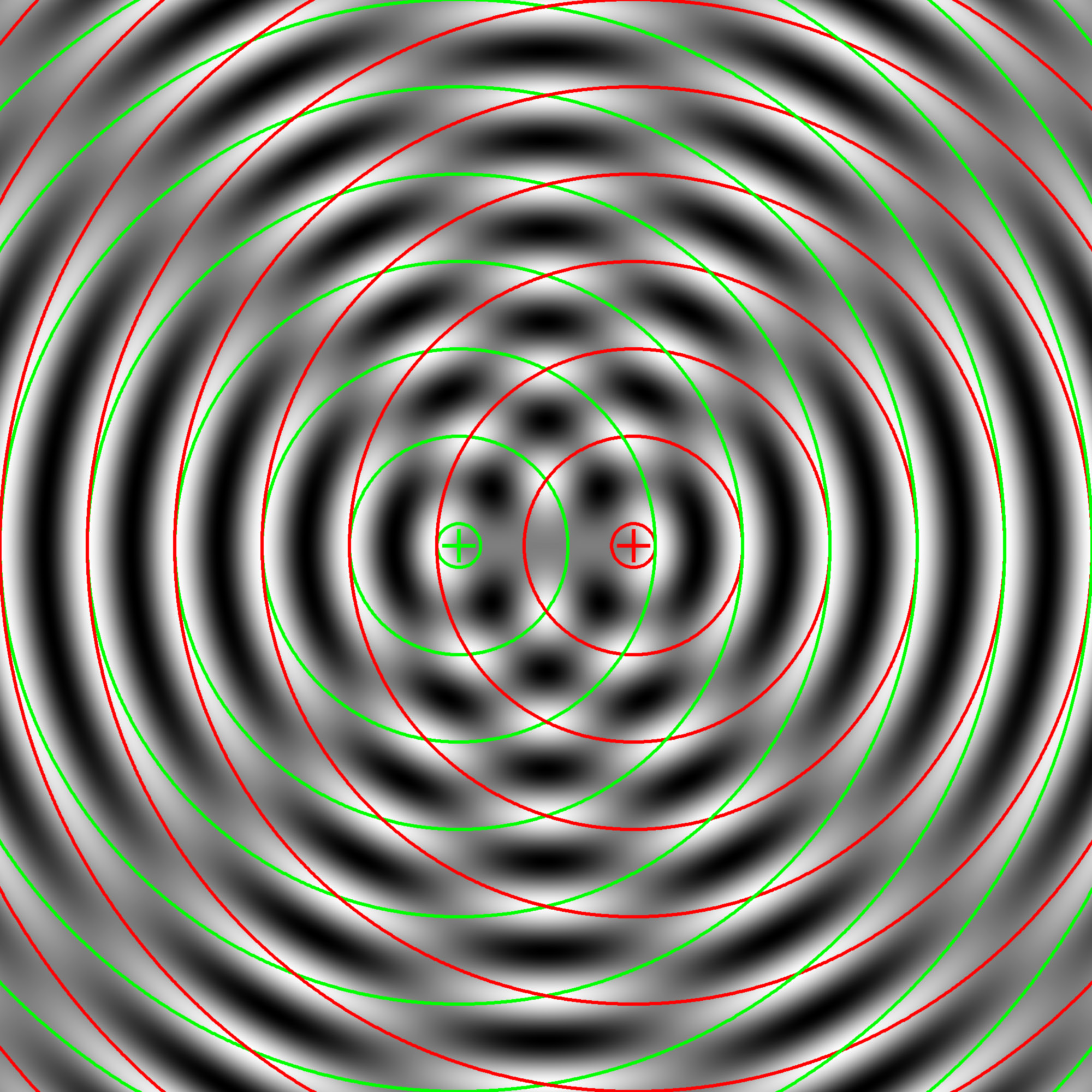
2波干渉

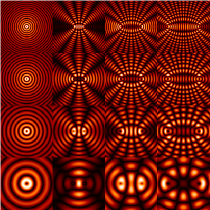
単色光源による波面を距離を変えてぶつけてやると、こうなる。

干渉法（かんしょうほう、英: Interferometry）は複数の波動を重ね合わせるとき、それぞれの波の位相が一致した部分では波が強め合い、位相が逆転している部分では弱めあうこと（干渉）を利用して、波長（周波数）や位相差を測定する技術のこと。この原理を利用した機器を主に干渉計（かんしょうけい、Interferometer）とよぶ。
ガンマ線から可視光線、電波・音波領域に及ぶ電磁波工学の研究・製品の製造管理（および較正）・動作原理においては基礎的技術であり、この原理を利用する機器・分野は極めて多岐に渡る。

## 歴史と概要

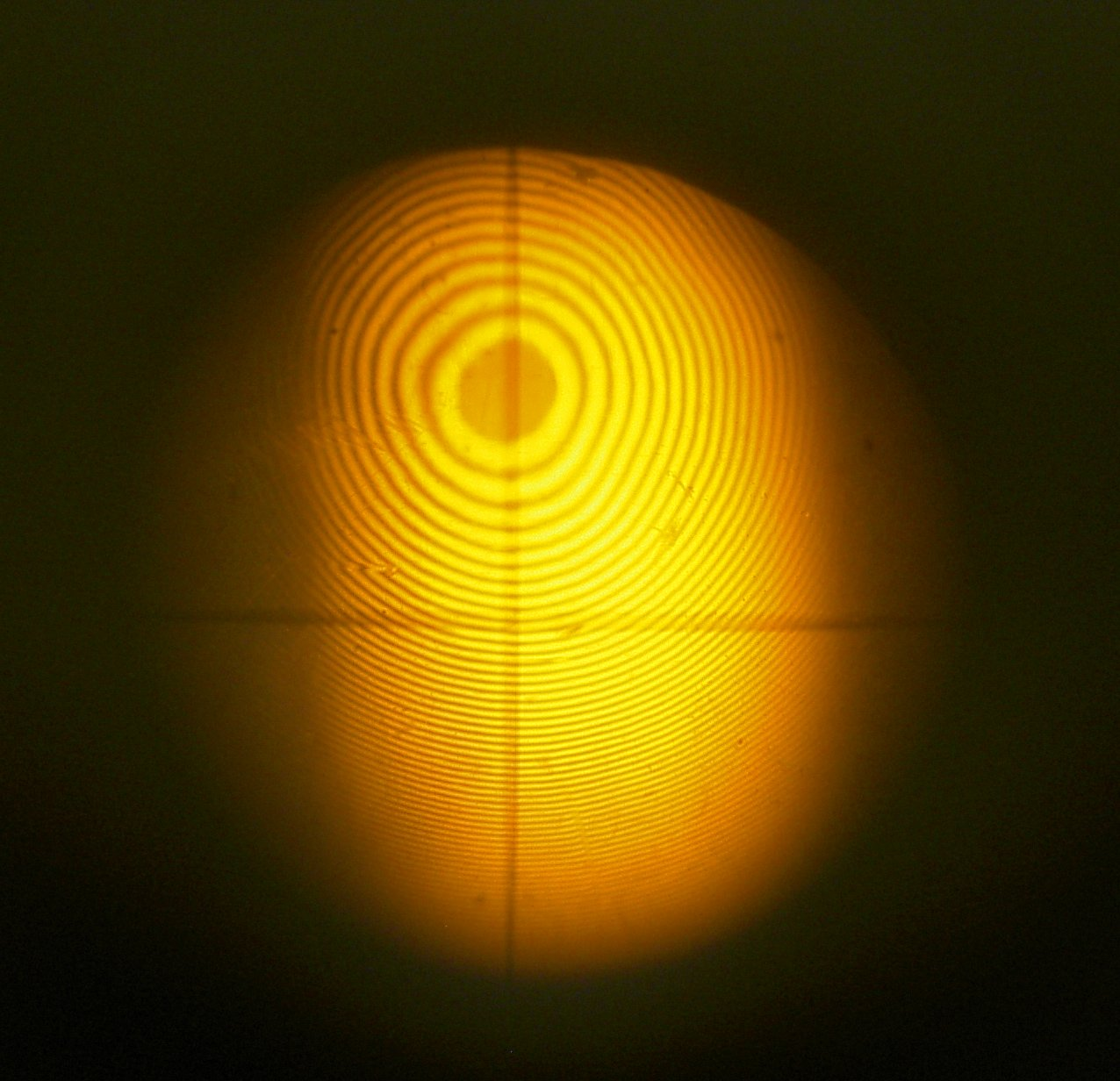
ニュートン環

基本的には重ね合わせの原理を利用する。初期の干渉計は、白色光、または（原子の輝線スペクトルを利用した）単色光の2光線を用いて、物理学上の実験の為に製作・使用されたものであった。典型的な例として、1805年に行われたヤングの実験や1887年のマイケルソン・モーリーの実験、二重スリット実験が挙げられ、光波の媒体としてのエーテル説が否定される、電磁波の粒子性と波動性が検証されるなどの多大な業績が達成された。
その後、光源として理想的な性質をもつレーザーの発見などによって干渉計は進歩し、現在ではブロックゲージの較正・非接触でのガス流速測定から電波天文学まで、極めて広範囲に応用されている。
光学分野では、光線を2本以上干渉させた場合、その振幅差・位相差によってできる干渉縞の形状が変わる。このことを計測に利用する。
（電波領域の）電磁波の領域においては、主に2信号が増幅されるか打ち消しあうことの検出によって検出を行っている。

### 種類と応用

光干渉断層像 (Optical Coherence Tomography; OCT)で指先の皮膚を立体構造で可視化した画像。汗腺などが立体的に見られる

被観察物の複屈折量や微小な厚みの変化・応力（ひずみ）や内部構造の可視化、超高精度の平面や放物面の面粗さ測定などに用いられている。応用例を以下に示す。
リングレーザージャイロや光ファイバジャイロスコープはサニャック効果（角速度の変移によって光路に位相差が発生する現象）を利用して、加速度や方位の遷移を検出する。信頼性や精度が高く、航空宇宙工学における位置確定や姿勢制御に使用されている。
オートフォーカス一眼レフカメラは（主に）干渉法を用いて高精度・高速なオートフォーカス動作を行っている。
位相差顕微鏡や微分干渉顕微鏡は、位相差光学素子や偏光素子を顕微鏡に用い、非常に透明度の高い物体や微小な段差の測定が可能となっている。
音波においては、逆位相の音を発生させることによって騒音を低減するヘッドホンや自動車用静穏装置が開発され、発売されている。
- 光学関係

マイケルソン干渉計の構造模式図
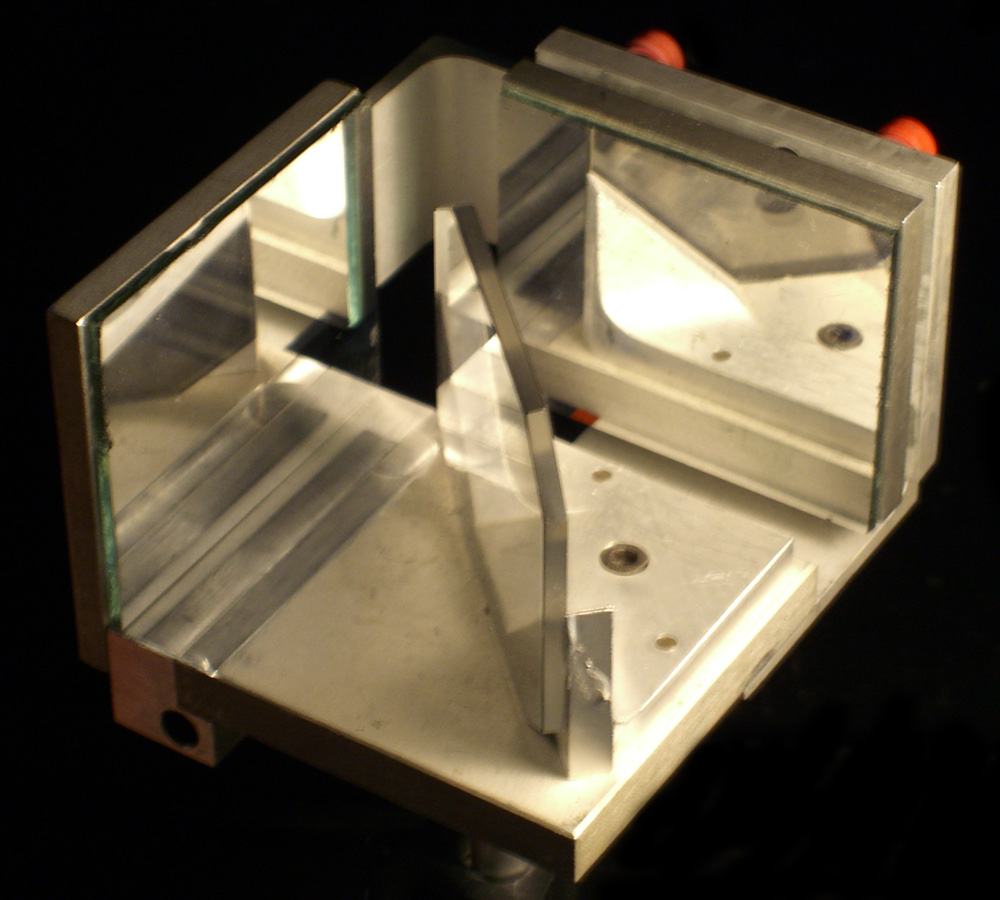
マイケルソン干渉計の実装例
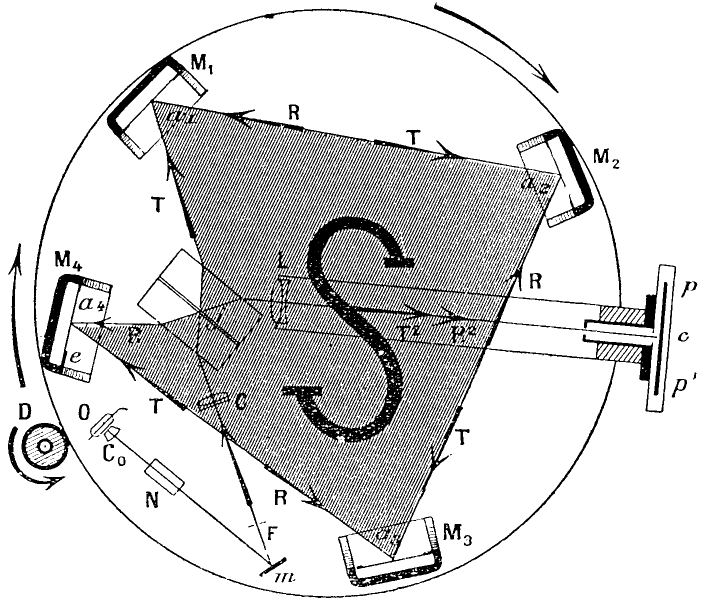
サニャック効果による加速度計
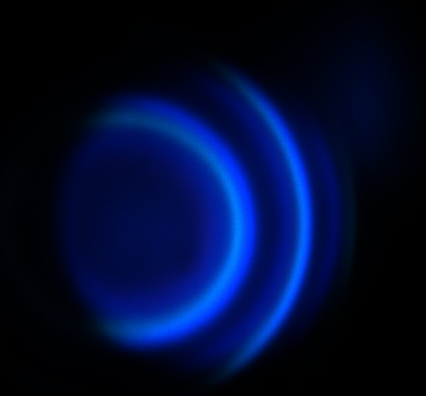
ファブリー・ペロー干渉計による干渉縞・光源としてカドミウムランプを使用
ファブリー・ペロー干渉計の波長特性・一定周波数ごとに波長透過曲線が急激に立ち上がる

- - マイケルソン干渉計

ビームスプリッタによって光束を2つに分割し、2光束を再度結合させることによって干渉させる。光束が通過する媒質の屈折率や距離によって光学的距離が変化し、これを干渉縞のパターンによって可視化できる。これによって気体の密度分布やガラスのゆがみが検出できる。
- - フーコー干渉計 - 主に入射角度の検定に用いる
  - フィゾー干渉計 - 主に反射面の粗さやゆがみ測定に用いる
  - ファブリ・ペロー干渉計 - 透過率が一定周期ごとに立ち上がる波長特性があるため、バンドパスフィルタなどに用いる。バンドパスフィルタとして用いられるものはエタロンともよばれる。
  - トゥワイマン干渉計
  - ジャマン干渉計
  - マッハ・ツェンダー干渉計
  - ワトソン干渉計
  - ミラー干渉計
  - トゥワイマン干渉計

- - ホログラフィー

2光束の干渉によって3次元構造を記録する方法
- 電磁波関係
  - ヘテロダイン・ホモダイン

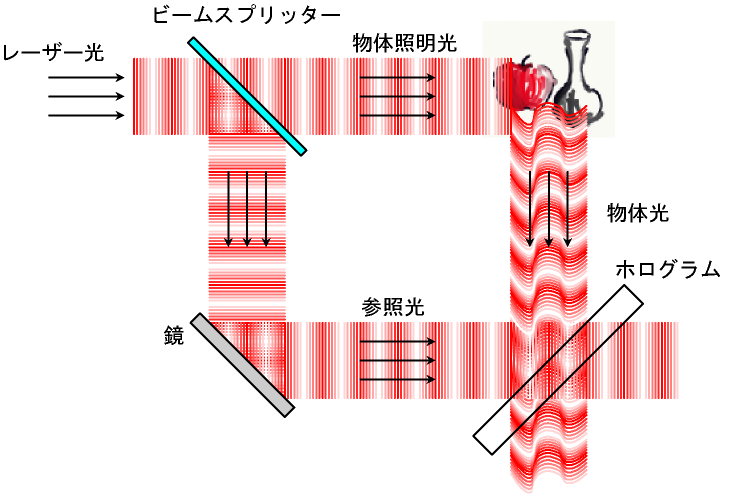
ホログラムの記録

電波領域におけるバンドパスフィルタとして機能し、ラジオ等での選局やスペクトラムアナライザの掃引などに用いる。
- - ジャミング

気に入らない通信を妨害するために、気に入らない通信が行われている周波数帯域に対して高強度の信号を発振させて干渉を起こさせたり、気に入らない通信の比強度を低下させることによって通信を妨害することが可能である。技術的には気に入らない政治主張を行うラジオ放送や携帯電話の通信の妨害、オービス装置の誤動作を意図的に発生させることなどが可能である。軍事的には電子戦などと呼称される。これに対する手段としてスペクトラム拡散などの技術がある。
- - 電波望遠鏡による開口合成

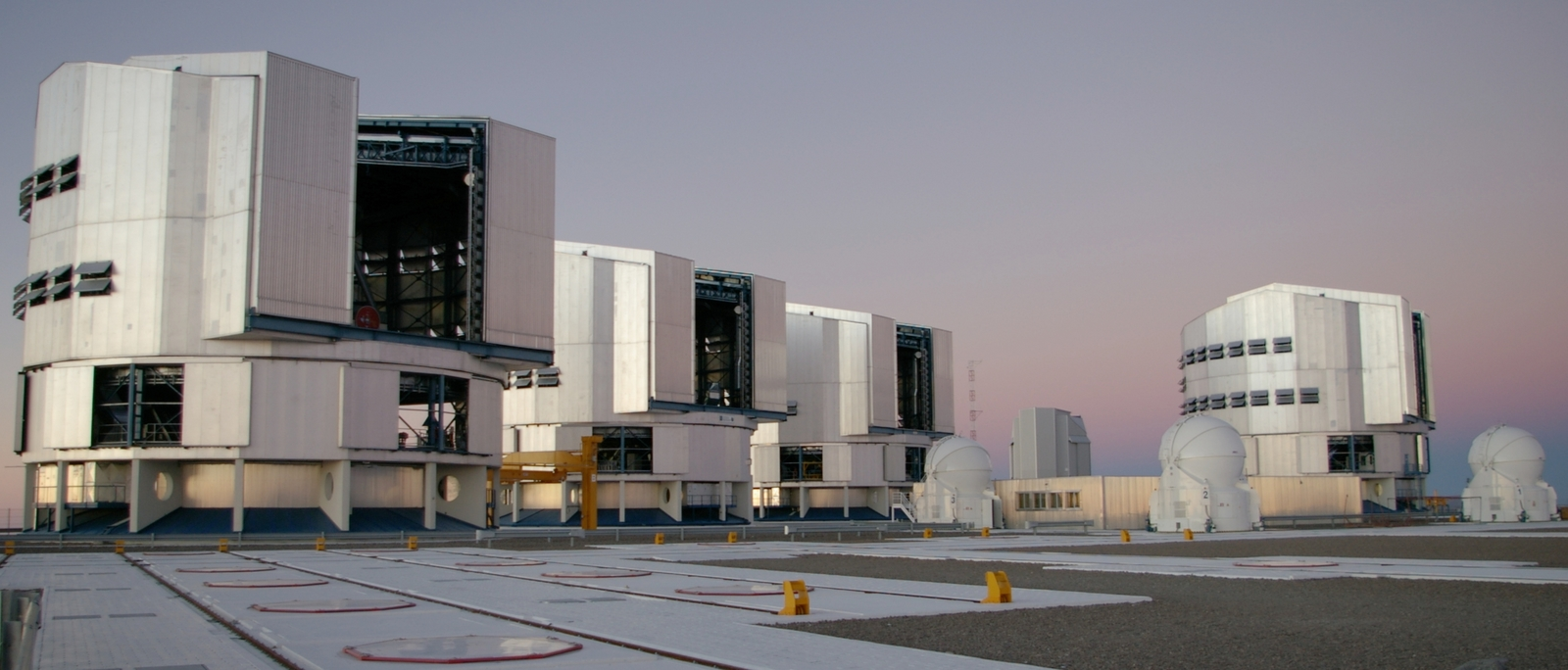
超大型望遠鏡VLT

複数の電波望遠鏡を接続し、分解能を向上させる技術などに干渉法が用いられている。電波天文学には欠かせない手法である。